# Muñana
Muñana es un municipio y localidad española de la provincia de Ávila, en la comunidad autónoma de Castilla y León. El término municipal, que incluye también el núcleo de Muñez, tiene una población de 502 habitantes (INE 2024).

## Símbolos
El escudo heráldico y la bandera que representan al municipio fueron aprobados oficialmente el 20 de enero de 1998. El escudo se blasona de la siguiente manera:

Escudo de forma española, cortado. Primero, en campo de gules, una torre de oro, almenada de cuatro almenas, mamposteada de sable y aclarada de azur. Segundo, en campo de azur, verraco de plata sobre terraza sinople. Al timbre, Corona Real de España.
Boletín Oficial de Castilla y León nº 59 de 10 de marzo de 1998

La descripción textual de la bandera es la siguiente:

Bandera cuadrada de proporción 1:1 de color carmesí, y en su centro el escudo municipal en sus metales y esmaltes.
Boletín Oficial del Estado nº 59 de 10 de marzo de 1998

## Geografía
Ubicación
Integrado en la comarca de Ávila, se sitúa a 32 km de la capital provincial. El término municipal está atravesado por la carretera N-110 entre los pK 282 y 286, además de por las carreteras provinciales AV-120, que permite la comunicación con San Juan del Olmo, y AV-933, que se dirige a Narros del Puerto. 
El relieve del municipio está caracterizado por las elevaciones de la sierra de Ávila al norte y el valle de Amblés al sur. La sierra incluye las montañas Cabeza Mesa (1676 m) y Alto de las Fuentes (1624 m), además del puerto de las Fuentes (1504 metros) que atraviesa la carretera AV-120. La altitud oscila entre los 1676 m y los 1125 m al sur. El pueblo se alza a 1278 m sobre el nivel del mar.  
| Noroeste: San Juan del Olmo           | Norte: San Juan del Olmo y La Torre | Noreste: La Torre |
| Oeste: Vadillo de la Sierra y Amavida |                                     | Este: La Torre    |
| Suroeste: Amavida                     | Sur: Muñotello                      | Sureste: La Torre |

Camilo José Cela en su libro Judíos Moros y Cristianos, narra un viaje que realiza por tierras de Segovia y Ávila, entre 1946 y 1952. Uno de los lugares por los que pasa pasa es Muñana. 

Muñana, en sus cuatro arroyos -Gallegos, Gorgocil, del Molinillo y de Navatimal-, es pueblo que vio arder su caserío desde el monte Cabezo, cuando la de los franceses

## Demografía
Muñana cuenta con una población de 502 habitantes (INE 2024).
| Gráfica de evolución demográfica de Muñana entre 1842 y 2021 |
| |
| Población de derecho según los censos de población del INE. Población de hecho según los censos de población del INE.Entre el censo de 1857 y el anterior, crece el término del municipio porque incorpora a Múñez y Guareña. |

## Cultura

### Fiestas
La fiesta más importante en Muñana corresponde a las fiestas patronales en honor a Nuestra Señora de la Zarza. Se celebran del 7 al 10 de septiembre. La gente del pueblo acompaña a la Virgen en tres procesiones: el 7, la virgen sale de su ermita y es llevada al templo parroquial, acompañada por San Roque, la gente del pueblo y la gaitilla; el 8, denominado el "día grande", la Virgen procesiona alegre alrededor del templo parroquial acompañada por la gente vestidos con el traje regional, bailando jotas al son de la gaitilla, esta procesión finaliza con una ofrenda floral; y, por último, el 9, se lleva a la Virgen desde el templo parroquial de regreso a la ermita con vítores de "Viva la Virgen". En todas las procesiones se subastan los banzos, tanto de la Virgen como de San Roque. En estas fiestas se realizan verbenas nocturnas en las que los jóvenes, ataviados con trajes especiales y acompañados con su grupo de amigos, concurren a la plaza para bailar al son de las verbenas y canciones. Después hay todo tipo de charangas que recorren las peñas en busca de bebida y comida. 
El último día de las fiestas, el día 10, se realiza una comida para todo el pueblo en la plaza, sirviéndose patatas revolconas y paella. 
Dos fines de semana después se celebra una feria agrícola y de alimentación, a la que acude gente de todos los rincones de España en busca de algún útil agrícola, o bien, para disfrutar de productos alimenticios de la zona. Esta feria también se ameniza con verbenas nocturnas donde todos disfrutan de la noche.
Son los jóvenes los que cobran importancia en la fiesta de los quintos y, más concretamente, los jóvenes de 20 años, celebrada en Carnavales. Ellos se visten con el traje regional y, los chicos, realizan la tradicional carrera de cintas. Al finalizar dicha carrera, los quintos, junto con los que van acompañándoles se "corren los bollos", en la que se va por todas las casas de los quintos bebiendo y comiendo dulces típicos de la región. Su labor termina el día de San José cuando todos ellos, junto con familiares y amigos, van a cortar y recoger leña para, ya entrada la noche, quemarla y formar la gran "Luminaria" mientras los quintos saltan y bailan alrededor de ella.
En tiempo de Semana Santa, se organizan procesiones a cargo de la Cofradía de Jesús Amarrado a la Columna, "El Amarrao", y nuestra señora de los Dolores. Se realizan tres procesiones principales: la procesión de "El Amarrao", el Jueves Santo; la "procesión del Silencio", el Viernes Santo; y "El Encuentro", el Domingo de Resurrección. Con mucha devoción, los cofrades desfilan en silencio y recogimiento.

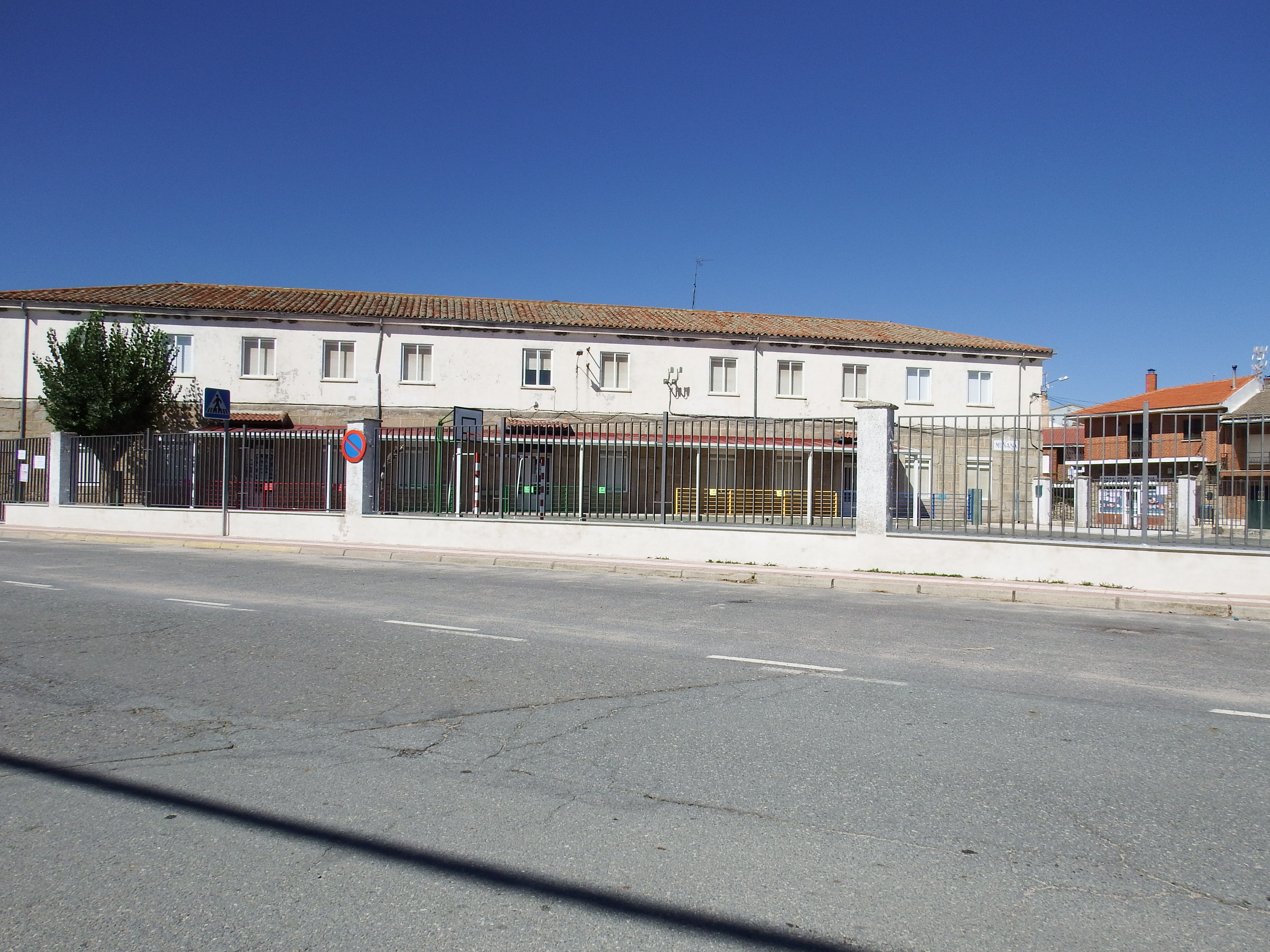
CRA Fuenteadaja

### Educación
Muñanas es sede del Centro Rural Agrupado Fuenteadaja.